# Nagylózs
Nagylózs (em alemão: Losing) é um município da Hungria, situado no condado de Győr-Moson-Sopron. Tem 19,25 km² de área e sua população em 2015 foi estimada em 1.027 habitantes.